# Au cœur du mensonge
Au cœur du mensonge és una pel·lícula policíaca francesa dirigida per Claude Chabrol, estrenada el 1999.

## Argument
A la Bretanya, a Saint-Malo, un comissari de policia investiga sobre la mort d'una nena, violada i estrangulada i sobre la mort, en circumstàncies sospitoses, d'un escriptor, estrella d'un programa d'entrevistes. Protagonista de la pel·lícula un pintor coix, René, que té una relació problemàtica amb la seva esposa Vivian. L'home, pensant que és un assassí, s'acusa d'un crim que no ha comès.

## Repartiment
- Sandrine Bonnaire: Vivianne Sterne
- Jacques Gamblin: René Sterne
- Antoine de Caunes: Germain-Roland Desmot
- Valeria Bruni Tedeschi: Comissari Frédérique Lesage
- Bernard Verley: Inspector Loudun
- Bulle Ogier: Évelyne Bordier
- Pierre Martot: Regis Marchal
- Noël Simsolo: Monsieur Bordier